# Jankovice (Kroměříž)
Jankovice (in tedesco Jankowitz) è un comune della Repubblica Ceca facente parte del distretto di Kroměříž, nella regione di Zlín.